# 다쓰타아게

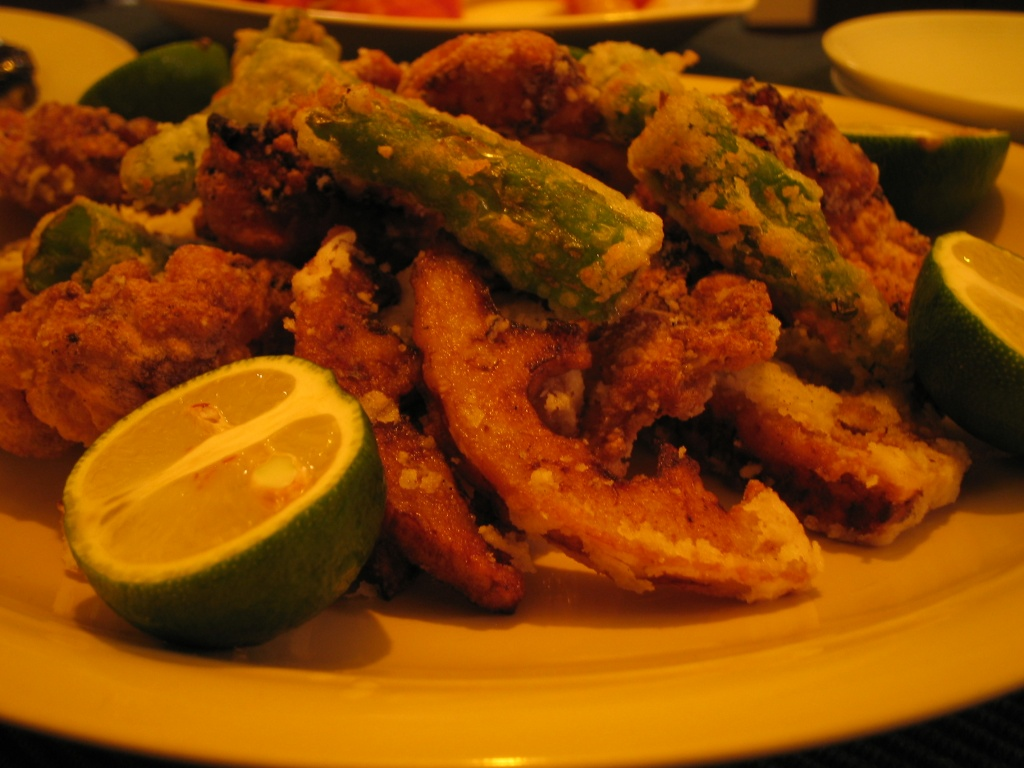
다쓰타아게

다쓰타아게(일본어: 竜田揚げ)는 육류와 생선에 쇼유로 맛을 낸 후 감자 전분을 뿌려서 기름으로 튀긴 일본 요리로, 가라아게의 일종이다.

## 조리법
재료에는 닭고기와 고등어 등을 사용한다. 돼지고기, 참치, 가다랭이, 고래 등도 적합하다. 쇼유나 미림으로 밑맛을 낸 다음, 감자 전분이나 밀가루를 뿌려, 기름으로 튀긴다.